# Jean Philippe de Loys de Cheseaux
Pour les articles homonymes, voir Famille de Loys.
Jean-Philippe Loys de Cheseaux ou Loÿs de Cheseaux (1718–1751) est un astronome de réputation européenne. Il est issu d'une famille noble possédant la seigneurie de Cheseaux près de Lausanne, au Pays de Vaud en Suisse.

## Biographie
Jean Philippe Loys de Cheseaux est issu de la famille de Loys, fils de Paul-Étienne, banneret, et d'Estienne-Judith de Crousaz, frère de Charles-Louis Loys de Cheseaux.
Après avoir étudié sous la direction de son grand-père maternel, le mathématicien et philosophe lausannois Jean-Pierre de Crousaz, Jean-Philippe de Loys fait installer un observatoire astronomique dans le domaine de son château de Cheseaux-sur-Lausanne en 1736. Il y réalise des mesures astronomiques et trigonométriques, qui lui permettront non seulement de redessiner la carte du Pays de Vaud mais aussi de découvrir des comètes et d’anticiper leur trajectoire. À la suite de ses observations, il publie en 1744 chez Marc-Michel Bousquet son Traité de la comète qui fait sensation et le consacre à l’âge de 26 ans. Il y décrit des phénomènes astronomiques observés de décembre 1743 à mars 1744. Cette comète, dite comète de Cheseaux (C/1743 X1), se caractérisait par des queues multiples et a sans doute été la plus belle du XVIIIe siècle. Il découvre par la suite une autre comète : C/1746 P1.
Dès lors, il est considéré par ses pairs comme l’un des plus grands scientifiques de son temps : il devient membre des Académies de Paris, de Saint-Pétersbourg, de Stockholm, de Göttingen et de la Royal Society de Londres. En 1746, il présente une liste de nébuleuses, comprenant huit de ses découvertes, à l'Académie française des sciences.
Fortement sollicité par des amis parisiens qui souhaitent bénéficier de ses lumières, le Lausannois se rend dans la capitale française où il meurt peu après, le 30 novembre 1751. Son décès suscite un grand émoi non seulement à Lausanne, mais aussi parmi la communauté scientifique. Quelques mois après sa mort, le Journal helvétique lui consacre un éloge de près de trente pages.
Loys de Cheseaux est aussi l'un des premiers à formuler la version moderne du paradoxe d’Olbers.

## Amas globulaires
| Nom de l'amas | Année        |
| ------------- | ------------ |
| M71           | 1745 ou 1746 |
| M25           | 1745         |
| M4            | 1746         |
| M16           | 1746         |
| M17           | 1746         |
| M35           | 1746         |

## Publications
- Traité de la Comète qui a paru en décembre 1743 & en janvier, février & mars 1744, Bousquet et Compagny, Lausanne et Genève, 1744 ; avec observations de Jacques Cassini.
- Essais de physique, 1743.
- Mémoires posthumes de monsieur Jean Philippe Loys de Cheseaux, 1754.
- Discours philosophique sur la physique et l'histoire naturelle, 1762.
- Remarques astronomiques sur le livre de Daniel, 1777.